# Meandre Lúžňanky
Meandry Lúžňanky jsou přírodní památka v katastrálních územích obce Liptovská Lúžna v okrese Ružomberok v Žilinském kraji na Slovensku. Území bylo vyhlášeno v roce 1988 a jeho rozloha je 1,74 hektaru. Předmětem ochrany geomorfologicky a krajinářsky hodnotná lokalita se zachovalými přirozenými meandry potoka Lúžňanka v Nízkých Tatrách.